# Техничка документација
Техничка документација или документација производа обухвата све релевантне информације које описују технички производ и пружају детаљна упутства за његову употребу, одржавање и поправку. Њен циљ је да систематски организује и представи податке на јасан и структуиран начин, тако да корисник лако може да пронађе све потребне информације и да их правилно примени. Обично је ова документација јасно повезана са одређеним производом кроз системе именовања и нумерисања, што олакшава њену идентификацију и управљање.
У оквиру техничке документације налазе се различити типови докумената, као што су конструкторски цртежи, техничке спецификације, појашњавајући записници, технички извештаји и услови, као и упутства за експлоатацију и одржавање. Поред тога, важан део чине и технолошки документи који се користе за организовање производње и поправке производа, као и програмска документација која прати софтверска решења у саставу рачунарских и киберфизичких система.
Осим класичних докумената, у ову категорију спадају и стандарди, техничка литература, као и електронски технички подаци који нису увек представљени у традиционалном документ формату. Све ове компоненте заједно омогућавају ефикасно управљање техничким информацијама, подржавајући кориснике, инжењере и сервисне техничаре у свим фазама коришћења и одржавања техничких производа.